# Marleen Houter
Marleen Houter (Hoorn, 11 december 1961) is een Nederlandse presentatrice. Ze was daarvoor, in de periode 1976-1980,  topturnster en werd Nederlands kampioen paardspringen.
Daarna ging Marleen bij De Telegraaf aan de slag, op de sportredactie. Marleen werkte vervolgens bij RTL-Véronique, later bij RTL 4 en 5: eerst als verslaggeefster, onder andere voor Barend en Van Dorp; hierna ging Marleen zelf aan de presentatiedesk zitten: ze presenteerde sportprogramma's als het 'Sportnieuws', 'De Ballen' en 'Formule 1'. In augustus 1997 begon ze bij SBS6.
In 2014 werd ze commentator bij Eurosport; ze versloeg daar met name het wielrennen.